# Сан (грецька літера)
Сан (грец. Σαν, велика Ϻ, мала ϻ) — застаріла літера грецької абетки, походить від фінікійської літери «сан» - . Від літери «сан» походить ще одна архаїчна літера грецького алфавіту «сампі» (Ϡ ϡ). 
Через те що літера «сан» мала фонетичну спорідненість з /s/, вона була витіснена іншою літерою «сигмою» до 6 століття до н. е.

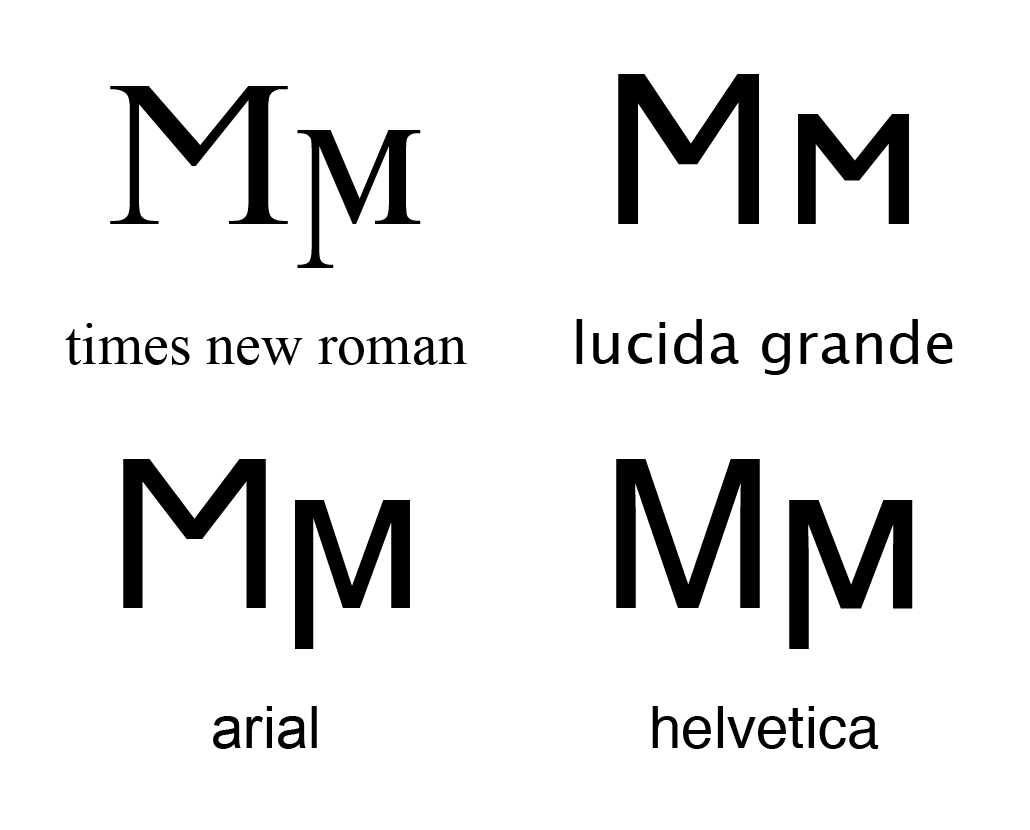

## «Сан» вЮнікоді
| Зовнішній вигляд | Кодова позиція | Назва                    |
| ---------------- | -------------- | ------------------------ |
| Ϻ                | U+03FA         | GREEK CAPITAL LETTER SAN |
| ϻ                | U+03FB         | GREEK SMALL LETTER SAN   |